# Lompnieu
Lompnieu är en kommun i departementet Ain i regionen Auvergne-Rhône-Alpes i östra Frankrike. Kommunen ligger  i kantonen Champagne-en-Valromey som ligger i arrondissementet Belley. Kommunens areal är 11,35 km². År 2018 hade Lompnieu 121 invånare.

## Befolkningsutveckling
Antalet invånare i kommunen Lompnieu
Referens: INSEE